# Khosro Heydari
Khosro Heydari (Teerã, 14 de setembro de 1983), é um ex-futebolista Iraniano que atuava como lateral-direito e meia. Seu último clube, em que passou a maior parte de sua carreira, foi o Esteghlal.

## Carreira
Khosro Heydari representou a Seleção Iraniana de Futebol na Copa da Ásia de 2011 e 2015 e na Copa do Mundo de 2014.

## Títulos

### Esteghlal
- Iran Pro League: 2008–09, 2012–13
- Hazfi Cup: 2011–12

### Sepahan
- Iran Pro League: 2010–11